# Liste der Resolutionen des UN-Sicherheitsrates (2017)
Diese Liste der Resolutionen des UN-Sicherheitsrates nennt die vom Sicherheitsrat der Vereinten Nationen im Jahre 2017 verabschiedeten Resolutionen.
| Nummer | Datum    | Gegenstand | Mission                                                                           |
| ------ | -------- | --- | --------------------------------------------------------------------------------- |
| 2337   | 20. Jan. | Friedenskonsolidierung in Westafrika (Sicherheitsrat schließt sich einstimmig der Anerkennung der Afrikanischen Union von Adama Barrow als gewähltem Präsidenten Gambias an) |                                                                                   |
| 2338   | 26. Jan. | Die Situation auf Zypern (Sicherheitsrat verlängert Mandat der UNFICYP bis zum 31. Juli 2017) | UNFICYP                                                                           |
| 2339   | 27. Jan. | Die Situation in der Zentralafrikanischen Republik (Sicherheitsrat verlängert einstimmig Waffenembargo und weitere Sanktionen gegen die Zentralafrikanische Republik) |                                                                                   |
| 2340   | 8. Feb.  | Berichte des Generalsekretärs über Sudan und Südsudan (Sicherheitsrat verlängert einstimmig Mandat der Sachverständigengruppe zur Überwachung der Anwendung der Sanktionen in Darfur (Sudan)) | UNAMID                                                                            |
| 2341   | 13. Feb. | Bedrohungen des Weltfriedens und der internationalen Sicherheit durch terroristische Handlungen (Sicherheitsrat fordert Mitgliedstaaten auf, gegen Bedrohungen kritischer Infrastrukturen anzugehen) |                                                                                   |
| 2342   | 23. Feb. | Situation in Jemen (Sicherheitsrat verlängert Sanktionen betreffend Jemen und Mandat der entsprechenden Sachverständigengruppe um ein Jahr) |                                                                                   |
| 2343   | 23. Feb. | Situation in Guinea-Bissau (Sicherheitsrat verlängert Mandat des Integrierten Büros der Vereinten Nationen für die Friedenskonsolidierung in Guinea-Bissau) | UNIOGBIS                                                                          |
| 2344   | 17. Mrz. | Situation in Afghanistan (Sicherheitsrat verlängert das Mandat der Hilfsmission der Vereinten Nationen in Afghanistan (UNAMA) bis zum 17. März 2018) | UNAMA                                                                             |
| 2345   | 23. Mrz. | Nichtverbreitung von Kernwaffen (Nordkorea) (Sicherheitsrat verlängert Mandat der Sachverständigengruppe für die Demokratische Volksrepublik Korea) |                                                                                   |
| 2346   | 23. Mrz. | Situation in Somalia (Sicherheitsrat beschließt, das Mandat der Hilfsmission der Vereinten Nationen in Somalia (UNSOM) bis zum 16. Juni 2017 zu verlängern) | UNSOM                                                                             |
| 2347   | 24. Mrz. | Wahrung des Weltfriedens und der internationalen Sicherheit (Sicherheitsrat verurteilt Zerstörung und Schmuggel von Kulturerbe durch terroristische Gruppen) |                                                                                   |
| 2348   | 31. Mrz. | Situation in der Demokratischen Republik Kongo (Sicherheitsrat verlängert Mandat der Stabilisierungsmission der Organisation der Vereinten Nationen in der Demokratischen Republik Kongo und verringert ihre Truppenstärke) | MONUSCO                                                                           |
| 2349   | 31. Mrz. | Frieden und Sicherheit in Afrika (Sicherheitsrat verurteilt nachdrücklich die Terroranschläge und die anderen Menschenrechtsverletzungen in der Region des Tschadseebeckens) |                                                                                   |
| 2350   | 13. Apr. | Die Frage betreffend Haiti (Sicherheitsrat genehmigt einstimmig letzte Mandatsverlängerung für MINUSTAH) | MINUSTAH                                                                          |
| 2351   | 28. Apr. | Situation betreffend Westsahara (Sicherheitsrat verlängert Mandat der Mission der Vereinten Nationen für das Referendum in Westsahara) | MINURSO                                                                           |
| 2352   | 15. Mai  | Berichte des Generalsekretärs über Sudan und Südsudan (Sicherheitsrat beschließt, das Mandat der Interims-Sicherheitstruppe der Vereinten Nationen für Abyei (UNISFA) bis zum 15. November 2017 zu verlängern) | UNISFA                                                                            |
| 2353   | 24. Mai  | Berichte des Generalsekretärs über Sudan und Südsudan (Sicherheitsrat verlängert einstimmig Sanktionen gegen Südsudan) | UNMISS                                                                            |
| 2354   | 24. Mai  | Bedrohungen des Weltfriedens und der internationalen Sicherheit durch terroristische Handlungen (Sicherheitsrat legt Mitgliedstaaten eindringlich nahe, die neuen Leitlinien zur Bekämpfung terroristischer Narrative zu befolgen) |                                                                                   |
| 2355   | 26. Mai  | Situation in Somalia (Sicherheitsrat ermächtigt die Afrikanische Union, den Einsatz ihrer Mission in Somalia bis zum 31. August 2017 fortzuführen) | UNSOM                                                                             |
| 2356   | 2. Jun.  | Nichtverbreitung von Kernwaffen (Nordkorea) (Sicherheitsrat erhöht Zahl und Umfang der Sanktionen gegen die Demokratische Volksrepublik Korea) |                                                                                   |
| 2357   | 12. Jun. | Situation in Libyen (Sicherheitsrat verlängert Ermächtigungen in Resolution 2292 (2016) betreffend Libyen um 12 Monate) |                                                                                   |
| 2358   | 12. Jun. | Verlängerung der politischen Hilfsmission in Somalia (Sicherheitsrat verlängert einstimmig das Mandat der Hilfsmission der Vereinten Nationen in Somalia bis März 2018) | UNSOM                                                                             |
| 2359   | 21. Jun. | Frieden und Sicherheit in Afrika (Sicherheitsrat begrüßt Entsendung einer gemeinsamen Truppe zur Bekämpfung der Bedrohung durch Terrorismus und der grenzüberschreitenden Kriminalität im Sahel) | (Gemeinsame Truppe der G5 Sahel/Force Conjointe du G5 Sahel/G5 Sahel Joint Force) |
| 2360   | 21. Jun. | Die Situation betreffend die Demokratische Republik Kongo (Sicherheitsrat verlängert die Sanktionen gegen die Demokratische Republik Kongo bis zum 1. Juli 2018 und weitet sie auf diejenigen aus, die Friedenssicherungskräfte angreifen)                                                                                                 |                                                                                   |
| 2361   | 29. Jun. | Situation im Nahen Osten (Sicherheitsrat verlängert Mandat der Beobachtertruppe der Vereinten Nationen für die Truppenentflechtung (UNDOF) um weitere sechs Monate) | UNDOF                                                                             |
| 2362   | 29. Jun. | Situation in Libyen (Sicherheitsrat verlängert Sanktionen betreffend Libyen und Mandat der Sachverständigengruppe bis zum 15. November 2018) |                                                                                   |
| 2363   | 30. Jun. | Berichte des Generalsekretärs über Sudan und Südsudan (Sicherheitsrat verlängert Mandat des Hybriden Einsatzes der Afrikanischen Union und der Vereinten Nationen in Darfur (UNAMID) bis zum 30. Juni 2018) | UNAMID                                                                            |
| 2364   | 29. Jun. | Situation in Mali (Sicherheitsrat verlängert das Mandat der Mission in Mali (MINUSMA) und verabschiedet einstimmig die Resolution) | MINUSMA                                                                           |
| 2365   | 30. Jun. | Antiminenprogramme (Sicherheitsrat verabschiedet erste Einzelresolution über Antiminenprogramme) |                                                                                   |
| 2366   | 10. Jul. | Kolumbien (Sicherheitsrat genehmigt einstimmig die Einrichtung einer Verifikationsmission der Vereinten Nationen in Kolumbien) | UNMC                                                                              |
| 2367   | 14. Jul. | Die Situation betreffend Irak (Sicherheitsrat verlängert das Mandat der Hilfsmission der Vereinten Nationen für Irak (UNAMI) bis zum 31. Juli 2018) | UNAMI                                                                             |
| 2368   | 20. Jul. | Bedrohungen des Weltfriedens und der internationalen Sicherheit durch terroristische Handlungen (Sicherheitsrat bekräftigt seine Entschlossenheit zur Bekämpfung des Terrorismus) |                                                                                   |
| 2369   | 27. Jul. | Situation in Zypern (Sicherheitsrat verlängert Mandat der Friedenstruppe der Vereinten Nationen in Zypern um 6 Monate) | UNFICYP                                                                           |
| 2370   | 2. Aug.  | Bedrohungen des Weltfriedens und der internationalen Sicherheit durch terroristische Handlungen: Verhinderung des Erwerbs von Waffen durch Terroristen (Sicherheitsrat fordert stärkere gemeinsame Anstrengungen, um den Erwerb von Waffen durch Terroristen zu verhindern)                                                                |                                                                                   |
| 2371   | 5. Aug.  | Nichtverbreitung von Kernwaffen (Nordkorea) (Sicherheitsrat verschärft Sanktionen gegen die Demokratische Volksrepublik Korea) |                                                                                   |
| 2372   | 30. Aug. | Situation in Somalia (Sicherheitsrat verlängert das Mandat der Mission der Afrikanischen Union in Somalia und genehmigt die Verringerung der Truppenstärke) | UNSOM                                                                             |
| 2373   | 30. Aug. | Situation im Nahen Osten (Sicherheitsrat verlängert einstimmig Mandat der Interimstruppe der Vereinten Nationen in Libanon) | UNIFIL                                                                            |
| 2374   | 5. Sep.  | Situation in Mali (Sicherheitsrat verhängt Sanktionen gegen diejenigen, die den Friedensprozess in Mali behindern) |                                                                                   |
| 2375   | 11. Sep. | Nichtverbreitung von Kernwaffen (Nordkorea) (Sicherheitsrat verhängt neue Sanktionen über die Demokratische Volksrepublik Korea, darunter Verbote in Bezug auf Erdgasverkäufe und Arbeitsgenehmigungen für Staatsangehörige des Landes) |                                                                                   |
| 2376   | 14. Sep. | Situation in Libyen (Sicherheitsrat verlängert Mandat der Unterstützungsmission der Vereinten Nationen in Libyen) | UNSMIL                                                                            |
| 2377   | 14. Sep. | Gleichlautende Schreiben des/r Ständigen Vertreters/in Kolumbiens bei den Vereinten Nationen vom 19. Januar 2016 an den Generalsekretär und den Präsidenten des Sicherheitsrats (S/2016/53) (Sicherheitsrat billigt Mandat, Einsätze und Umfang der Verifikationsmission der Vereinten Nationen in Kolumbien)                              | UNMC                                                                              |
| 2378   | 14. Sep. | Friedenssicherungseinsätze der Vereinten Nationen (Sicherheitsrat bekräftigt im Zusammenhang mit der Reform der Friedenssicherung die Hauptrolle der Staaten bei der Konfliktprävention) |                                                                                   |
| 2379   | 21. Sep. | Bedrohungen des Weltfriedens und der internationalen Sicherheit (Sicherheitsrat ersucht um Einrichtung einer unabhängigen Ermittlungsgruppe, die dabei helfen soll, die Organisation ISIL (Daesh) für ihre Taten in Irak zur Rechenschaft zu ziehen)                                                                                       |                                                                                   |
| 2380   | 5. Okt.  | Wahrung des Weltfriedens und der internationalen Sicherheit (Sicherheitsrat verlängert Ermächtigung zum Abfangen von Schiffen, die der Schleusung von Migranten über Libyen verdächtig sind, ein drittes Mal um ein Jahr) |                                                                                   |
| 2381   | 5. Okt.  | Gleichlautende Schreiben des Ständigen Vertreters Kolumbiens bei den Vereinten Nationen vom 19. Januar 2016 an den Generalsekretär und den Präsidenten des Sicherheitsrats (S/2016/53) (Sicherheitsrat verlängert Mandat der Verifikationsmission der Vereinten Nationen in Kolumbien und erweitert es auf die Überwachung der Waffenruhe) | UNMC                                                                              |
| 2382   | 6. Nov.  | Friedenssicherungseinsätze der Vereinten Nationen: Polizeichefs (Sicherheitsrat verabschiedet Resolution 2382 (2017) und unterstützt damit die Umsetzung des Rahmens strategischer Leitlinien für die polizeiliche Friedenssicherung) |                                                                                   |
| 2383   | 7. Nov.  | Situation in Somalia (Sicherheitsrat verlängert Ermächtigung für internationale Seestreitkräfte zur Bekämpfung der Seeräuberei vor der Küste Somalias) |                                                                                   |
| 2384   | 7. Nov.  | Situation in Bosnien und Herzegowina (Sicherheitsrat verlängert Ermächtigung der multinationalen Stabilisierungstruppe in Bosnien und Herzegowina) |                                                                                   |
| 2385   | 14. Nov. | Situation in Somalia (Sicherheitsrat verlängert Waffenembargos gegen Somalia und Eritrea) |                                                                                   |
| 2386   | 15. Nov. | Berichte des Generalsekretärs zum Sudan und Südsudan (Sicherheitsrat verlängert Mandat der Interims-Sicherheitstruppe der Vereinten Nationen für Abyei und des Gemeinsamen Mechanismus zur Verifikation und Überwachung der Grenze) | UNAMID                                                                            |
| 2387   | 15. Nov. | Situation in der Zentralafrikanischen Republik (Sicherheitsrat verlängert Mandat der Mehrdimensionalen integrierten Stabilisierungsmission der Vereinten Nationen in der Zentralafrikanischen Republik und erhöht ihre Truppenstärke) | MINUSCA                                                                           |
| 2388   | 21. Nov. | Wahrung des Weltfriedens und der internationalen Sicherheit (Sicherheitsrat verurteilt erneut den Menschenhandel) |                                                                                   |
| 2389   | 8. Dez.  | Die Situation in der Region der Großen Seen Afrikas (Sicherheitsrat erklärt erneut, dass die im Rahmenabkommen über Frieden, Sicherheit und Zusammenarbeit für die Demokratische Republik Kongo und die Region eingegangenen Verpflichtungen in der Region der Großen Seen Afrikas geachtet werden müssen)                                 |                                                                                   |
| 2390   | 8. Dez.  | Die Situation betreffend Irak (Sicherheitsrat kommt zu dem Schluss, dass alle mit dem Programm „Öl für Lebensmittel“ auferlegten Maßnahmen vollständig durchgeführt worden sind) |                                                                                   |
| 2391   | 8. Dez.  | Frieden und Sicherheit in Afrika (Sicherheitsrat behandelt die Unterstützung der Gemeinsamen Truppe zur Bekämpfung des Terrorismus in der Sahel-Region und die Kostenerstattung dafür) | (Gemeinsame Truppe der G5 Sahel/Force Conjointe du G5 Sahel/G5 Sahel Joint Force) |
| 2392   | 14. Dez. | Berichte des Generalsekretärs über Sudan und Südsudan (Sicherheitsrat verlängert das Mandat der Mission der Vereinten Nationen in der Republik Südsudan (UNMISS) bis zum 15. März 2018) | UNMISS                                                                            |
| 2393   | 19. Dez. | Die Situation im Nahen Osten (Sicherheitsrat verlängert Ermächtigung zum grenz- und konfliktlinienüberschreitenden humanitären Zutritt nach Syrien) |                                                                                   |
| 2394   | 21. Dez. | Die Situation im Nahen Osten (Sicherheitsrat beschließt, das Mandat der Beobachtertruppe der Vereinten Nationen für die Truppenentflechtung (UNDOF) bis zum 30. Juni 2018 zu verlängern) | UNDOF                                                                             |
| 2395   | 21. Dez. | Bedrohungen des Weltfriedens und der internationalen Sicherheit durch terroristische Handlungen (Sicherheitsrat beschließt, dass das Exekutivdirektorium des Ausschusses zur Bekämpfung des Terrorismus seine Tätigkeit als besondere politische Mission bis zum 31. Dezember 2021 fortsetzen wird)                                        |                                                                                   |
| 2396   | 21. Dez. | Bedrohungen des Weltfriedens und der internationalen Sicherheit durch terroristische Handlungen (Sicherheitsrat fordert verstärkte Maßnahmen zur Bekämpfung der von ausländischen terroristischen Kämpfern ausgehenden Bedrohung) |                                                                                   |
| 2397   | 22. Dez. | Nichtverbreitung von Kernwaffen (Nordkorea) (Sicherheitsrat verschärft Sanktionen gegen die Demokratische Volksrepublik Korea) |                                                                                   |